# 첼바체브 제도

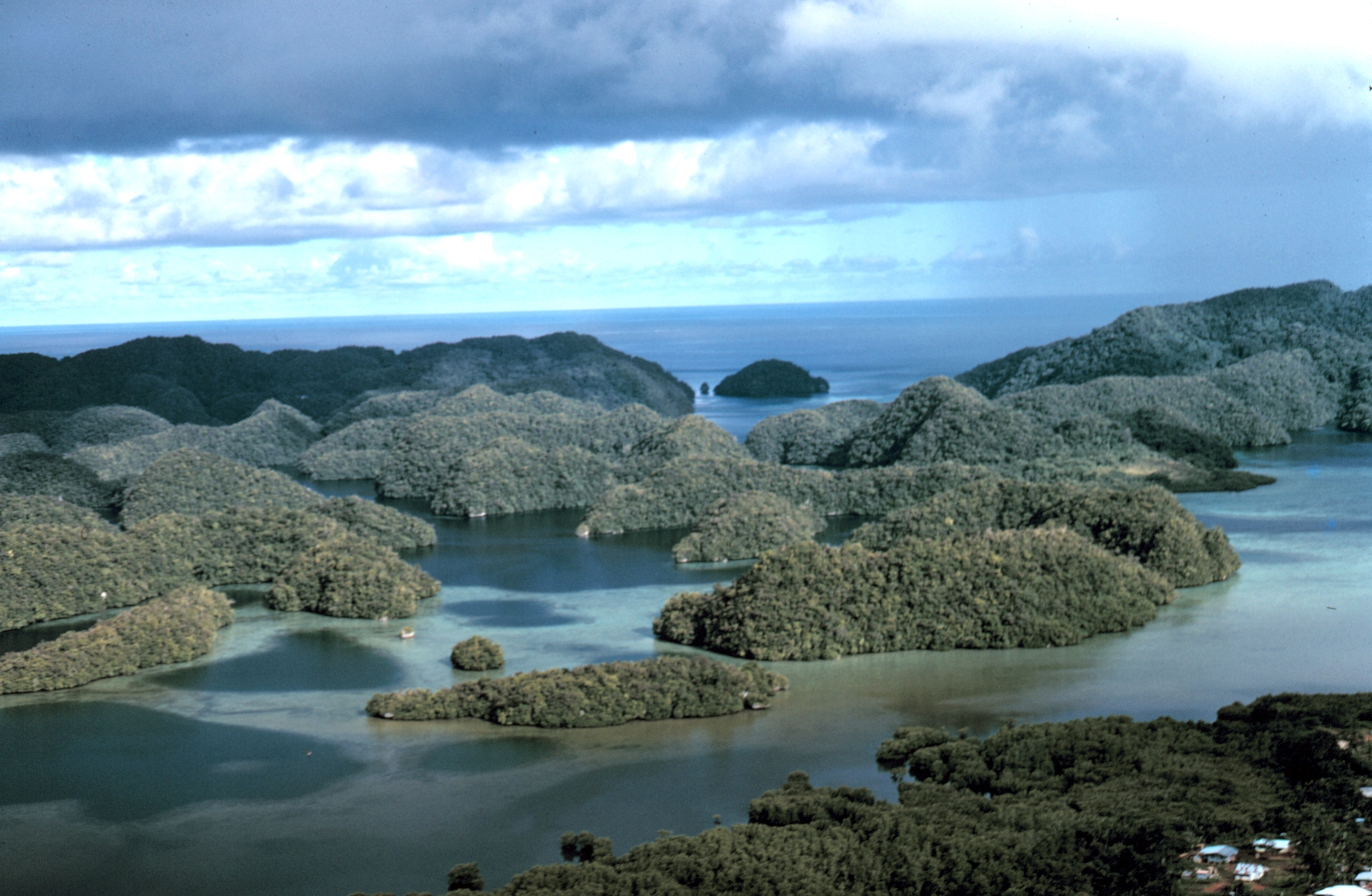
록아일랜드

첼바체브 제도(Chelbacheb) 또는 록아일랜드(Rock Islands)는 팔라우 코로르와 펠렐리우 주 사이에 있는 200~300여개 섬들을 부르는 이름이다. 고대 산호초가 융기하면서 형성된 석회암 섬이며 무인도가 많다.
이들 섬은 우산과 같은 형태를 하고 있으며 섬 안에는 푸른 석호가 있기 때문에 다이빙 코스가 많은 편이다. 대표적인 다이빙 코스로는 블루코너, 블루홀, 저먼채널, 게르메아우스아일랜드 등이 있다.
록아일랜드에는 많은 해수호가 있으며 특히 젤리피시 호에는 독성이 낮은 해파리가 많이 서식하기 때문에 해파리와 함께 다이빙을 즐길 수 있는 세계적인 다이빙 코스로 유명한 곳이다.